# Romance (filme de 1988)
Romance é um filme brasileiro de 1988, do gênero drama romântico, dirigido por Sérgio Bianchi, com roteiro de Caio Fernando Abreu, Mário Carneiro e Eduardo Albuquerque.

## Elenco
- Rodrigo Santiago .... Antônio César
- Imara Reis .... Regina
- Hugo Della Santa .... André
- Isa Kopelman .... Fernanda
- Cristina Mutarelli .... Márcia
- Sérgio Mamberti .... deputado
- Beatriz Segall .... Cecília
- Maria Alice Vergueiro .... amiga de Antônio César
- Elke Maravilha.... amiga de Antônio César
- Ruth Escobar.... amiga de Antônio César

## Sinopse
A morte inesperada de António César, um intelectual de esquerda, que escrevia um livro onde denunciava um escândalo internacional em que estavam metidas autoridades políticas, repercute sobre três pessoas diferentes. A história multiplica-se seguindo os passos interligados dos três personagens: Regina, jornalista, parte à procura de informações que desvendem o escândalo; Fernanda, companheira e vítima do discurso de António César sobre a liberdade do comportamento, tenta viver o seu discurso, mas perde-se e vê-se mergulhada na angústia; André, homossexual e amigo do morto, paga, também ele, o seu tributo à ideologia da libertação sexual.